# Guanajuatito, Querétaro Arteaga
Guanajuatito är en ort i Mexiko.   Den ligger i kommunen Ezequiel Montes och delstaten Querétaro Arteaga, i den centrala delen av landet, 150 km nordväst om huvudstaden Mexico City. Guanajuatito ligger 2 133 meter över havet och antalet invånare är 439.
Terrängen runt Guanajuatito är varierad. Guanajuatito ligger uppe på en höjd. Runt Guanajuatito är det ganska glesbefolkat, med 38 invånare per kvadratkilometer. Närmaste större samhälle är Tequisquiapan, 16,6 km söder om Guanajuatito. Trakten runt Guanajuatito består i huvudsak av gräsmarker.